# Mehmed Alispahić
Mehmed Alispahić (Bugojno, Socialistische Republiek Bosnië en Herzegovina, 24 november 1987) is een Bosnische voetballer die doorgaans als middenvelder speelt. Hij verruilde Al-Ahli Club in september 2017 voor tekende voor HNK Šibenik. Alispahić debuteerde in 2010 in het Bosnisch voetbalelftal.

## Interlandcarrière
Alispahić maakte op 29 mei 2010 onder leiding van bondscoach Safet Sušić zijn debuut in het voetbalelftal van Bosnië en Herzegovina, in een oefeninterland tegen Zweden. Alispahić verving Samir Muratović in dat duel na de eerste helft. Bosnië en Herzegovina verloor met 4–2.